# Rinascita Basket Rimini
Rinascita Basket Rimini, nota anche con l'acronimo RBR, è una società di pallacanestro italiana con sede a Rimini.
Fondata nel 2018, RBR rilevò nel maggio 2020 lo storico codice di affiliazione del vecchio Basket Rimini, a sua volta nato ufficialmente nel 1947.
Nel periodo 1978-2011 il club disputò 32 stagioni fra la prima e la seconda serie nazionale, con una sola eccezione in Serie B1 nel 1990-91.

## Storia

### Gli inizi
Sebbene si consideri ufficialmente e comunemente il 1947 come anno di fondazione della società, la nascita del club avvenne di fatto nel 1950 con la creazione della sezione cestistica della polisportiva Libertas Rimini, che si iscrisse al campionato di Serie C. All'epoca la sede societaria era – e lo fu anche per i successivi decenni – un edificio di via Dante che fino al secolo precedente svolgeva la funzione di cappella religiosa, mentre il primo campo da gioco era rappresentato da uno spazio all'aperto situato proprio in prossimità della sede.
Nella stagione 1963-64 la squadra, guidata dal ventisettenne Filippo "Pippo" Manduchi nella doppia veste di giocatore e di allenatore, iniziò a giocare i propri incontri casalinghi presso uno spazio adibito a palestra rappresentato dalla Sala Mostre del Teatro Galli. L'anno successivo, con Dido Guerrieri al suo unico anno da allenatore di Rimini, la squadra arrivò vicina per la prima volta alla promozione in seconda serie, obiettivo sfumato solo alla fase interregionale contro Genova. Nei tre anni a seguire il tecnico fu l'ex nazionale Luigi Rapini, poi nel 1968-69 Manduchi tornò per un anno ad avere il ruolo di allenatore-giocatore.
Nel 1969-70 il tecnico Lelli venne esonerato a stagione in corso e sostituito dal professor Gian Luigi Rinaldi, insegnante di educazione fisica alla scuola media "Panzini": egli allenò dal 1960 al 2002 occupandosi prevalentemente delle squadre giovanili, tuttavia nel 1971-72 condusse la prima squadra alla conquista della prima storica promozione dalla Serie C alla Serie B dell'epoca. L'esordio nella seconda serie nazionale coincise anche con l'avvento del primo sponsor, l'azienda di cucine Sarila, destinata a campeggiare sulle maglie riminesi per otto anni. Al debutto in Serie B Rimini si salvò, ma altrettanto non riuscì a fare l'anno successivo, quando la squadra non solo retrocedette in Serie C per via del penultimo posto in classifica, ma fu addirittura punita con la Serie D d'ufficio a causa del tentativo di illecito con il playmaker del G.D. Bologna Di Nallo, il quale sarebbe stato contattato per influenzare (inutilmente) il risultato dell'importante partita contro i felsinei.
Per la ripartenza dalla Serie D venne ingaggiato come allenatore Alberto Bucci, che nel giro di un anno riuscì a riportare la squadra in Serie B grazie anche al regolamento dell'epoca che consentiva un doppio salto di categoria.

### Il Flaminio e la Serie A2

La Sarila 1978-79 al debutto in A2

Nell'estate del 1977 si ritirò il capitano Riccardo Cervellini, il quale iniziò a rivestire quel ruolo di direttore tecnico che mantenne per più di vent'anni al fianco del già DS Gian Maria Carasso. Il 1977-78 fu un anno di svolta nella storia del Basket Rimini, poiché nella cornice del nuovissimo Palasport Flaminio i ragazzi di coach Bucci disputarono la stagione della prima promozione in Serie A2, arrivata matematicamente il 9 aprile 1978 sul campo dell'Olimpia Firenze.

Otis Howard al tiro contro Udine

L'esordio in A2 coincise anche con l'arrivo dei primi giocatori stranieri, due da regolamento: la dirigenza optò per Mark Crow e Steve Mitchell, ma quest'ultimo morì a dicembre per un mix di alcol e droga proprio durante la sua permanenza al Basket Rimini. Al suo posto venne chiamato l'atletico Otis Howard, già autore di un provino pochi mesi prima, che chiuderà quel campionato con 26,8 punti e 13,5 rimbalzi di media a gara, oltre ad avere un 57,3% al tiro.
L'ambizione della società portò per il 1979-80 a ingaggiare l'allenatore Arnaldo Taurisano, che solo nel marzo precedente aveva condotto per la terza volta Cantù a vincere la Coppa delle Coppe. Oltre a lui, fu confermato Howard e arrivarono tra gli altri anche i giocatori della nazionale Domenico Zampolini e Renzo Vecchiato, ma nonostante le aspettative la Sarila chiuse solo al decimo posto. Ciò portò Taurisano ad essere esonerato nel successivo precampionato malgrado avesse ancora un anno di contratto.
Nelle tre stagioni seguenti cambiò lo sponsor (il marchio Sarila fu sostituito da quello dell'acqua minerale Sacramora) e cambiarono gli allenatori, prima Filippo Faina e poi il suo vice Paolo Rossi che aveva chiuso a Rimini la sua carriera da giocatore, ma in tutti e tre i casi la squadra rimase fuori dai play-off.

### La conquista dell'A1

La Marr promossa in A1 nel 1984

La rosa della stagione 1983-84 venne allestita con un budget minore rispetto a quello degli anni precedenti. Fu la prima annata dello sponsor Marr, società di distribuzione di prodotti alimentari fondata da Corrado Sberlati, il quale divenne poi anche uno storico patron del club. Allo stesso tempo, fu la prima annata anche per il nuovo tecnico Piero Pasini, altra figura destinata a scrivere pagine di storia del basket riminese. A livello di stranieri, il confermato Gig Sims venne affiancato dall'altro lungo Ernst Wansley. Dopo un avvio difficile con sole 3 vittorie su 9 partite, un ruolino di 8 vittorie su 9 incontri riportò i biancorossi in piena corsa per il quarto posto che significava promozione. L'8 aprile 1984 la Marr sbancò il campo di Vigevano con il punteggio di 68-74 e poté festeggiare l'agognato salto di categoria davanti a oltre mille riminesi giunti in Lombardia per l'occasione. 
In vista dell'A1 la società si accordò con il centro Michael Cage, appena scelto con la 14ª scelta al draft NBA 1984, il quale sbarcò effettivamente a Rimini per qualche giorno d'estate per poi però tornare negli Stati Uniti per iniziare una lunga carriera in NBA. Il suo sostituto fu Reggie Johnson che, reduce da quattro stagioni e un titolo in NBA, andò a formare una coppia di lunghi con il confermato Wansley. La prima partita nel massimo campionato italiano vide la Marr andare a vincere in trasferta per 90-92 sul campo dei futuri campioni d'Italia della Simac Milano di coach Dan Peterson. Il bilancio di fine stagione fu di 14 vittorie e 16 sconfitte.
Nell'estate del 1985 il Basket Rimini conquistò a Viterbo il suo primo titolo nazionale giovanile, quello della categoria Propaganda riservata ai nati nel 1972. Negli anni a seguire arrivarono i titoli anche nelle categorie Ragazzi (1986), Allievi (1987), Cadetti (1989) e Juniores (1991), sempre con il gruppo di giocatori che comprendeva i vari Massimo Ruggeri, Franco Ferroni, Renzo Semprini e, in quelle categorie che includevano anche i nati nel 1971, Carlton Myers. Il responsabile di quel settore giovanile era lo spezzino Claudio Papini, che giunse nel club nel 1979 insieme a Taurisano, rimanendovi fino al 1998.

Ernst Wansley, alla Marr dal 1983 al 1986

Per il campionato 1985-86 venne riconfermato gran parte del blocco dell'anno precedente dell'esordio in A1: oltre a coach Pasini rimasero infatti sia gli americani Johnson e Wansley, che gli italiani Benatti, Cecchini, Ferro, Ottaviani e Dal Seno. I biancorossi vinsero la metà delle partite (15 vittorie e 15 sconfitte) e chiusero la regular season all'ottavo posto. Agli ottavi di finale dei play-off i ragazzi di Pasini eliminarono la Cantine Riunite Reggio Emilia del trentacinquenne Bob Morse, che proprio nella decisiva gara 3 al Flaminio persa dai reggiani per 83-80 (in quella che fu la sua ultima partita in carriera) divenne il nuovo miglior marcatore della storia della Serie A. L'avventura della Marr in quei play-off terminò ai quarti di finale contro la Simac Milano, formazione che qualche settimana più tardi sigillò un nuovo scudetto.
L'estate del 1986 coincise con una vera e propria rivoluzione visto che, oltre allo sponsor, cambiò anche la guida tecnica e parte della rosa: la panchina venne affidata a Dado Lombardi, mentre furono ingaggiati la guardia Jeff Lamp (proveniente dall'NBA, dove poi tornò a fine stagione), il giovane centro Olden Polynice (che dopo Rimini collezionò 1 058 presenze in NBA), il naturalizzato ex Milano e Pesaro Mike Sylvester e il centro della nazionale Marco Ricci. Nonostante la dispendiosa campagna acquisti, l'Hamby si rese protagonista di una disastrosa annata da 4 vittorie e 26 sconfitte, chiudendo ampiamente all'ultimo posto in classifica e scendendo dunque in Serie A2. Eloquente fu la striscia di 16 sconfitte consecutive iniziata alla 12ª giornata di andata (quando la stagione era già compromessa) e interrotta solo alla 13ª giornata di ritorno.
La ripartenza dalla A2 nel 1987-88 fu anch'essa difficile, si adottò un basso profilo complice anche l'iniziale assenza di uno sponsor, e infatti il campionato dei biancorossi cominciò con un -33 in trasferta contro la Fortitudo Bologna. Dopo la seconda giornata, lo jugoslavo Rajko Žižić fu tagliato e rimpiazzato dagli americani Dave Hoppen e Andre Goode, che si alternarono in campo per qualche giornata fintanto che al fianco di Mark Smith non venne definitivamente scelto lo stesso Goode. L'ultimo posto in classifica con 1 vittoria e 8 sconfitte spinse la dirigenza a esonerare Claudio Vandoni in favore dello statunitense John McMillen, mentre l'azienda di caldaie Biklim divenne il nuovo sponsor. Un buon girone di ritorno permise alla truppa di McMillen di giocarsi la salvezza matematica all'ultima giornata al Flaminio contro la diretta concorrente Dentigomma Rieti, partita decisa dal canestro allo scadere fuori equilibrio di Maurizio Ferro. La coppia Smith-Goode rimase anche l'anno successivo, culminato con una comoda salvezza.
Il campionato 1989-90 vide l'esonero di McMillen dopo la sesta giornata, sostituito da Ezio Cardaioli. I risultati continuarono tuttavia a non arrivare, quindi il centro Paul Fortier prese il posto di Brad Wright. La situazione di classifica rimase deficitaria, ma una mini-striscia di tre vittorie nelle ultime tre giornate consentì alla Marr di chiudere penultima a pari punti con la Braga Cremona. Il regolamento dell'epoca non considerava gli scontri diretti, così venne disputato uno spareggio salvezza in gara secca al PalaVerde di Treviso. A nove secondi dalla fine, sul 60-59 per i lombardi, gli arbitri fischiarono un discutibile quinto fallo a Mark Smith che aveva appena catturato il rimbalzo: questa decisione provocò un lancio di oggetti dal settore di pubblico riminese, con giocatori cremonesi ed arbitri che corsero ad imboccare il tunnel degli spogliatoi. La partita terminò ufficialmente 20-0 a tavolino e Rimini scese in Serie B1.

Un giovane Carlton Myers festeggiato dal pubblico

La permanenza in terza serie fu però breve. In panchina tornò Piero Pasini, l'allenatore della promozione in A1, e si iniziò un nuovo ciclo. La Marr si piazzò al primo posto in regular season, dunque nel play-off promozione fu opposta alla Burghy Modena quarta in classifica. Gara 1 al Flaminio finì 77-76 per i padroni di casa, ma in gara 2 i modenesi pareggiarono i conti. Si arrivò così alla decisiva gara 3 a Rimini, che promosse i biancorossi che si imposero con un perentorio 80-57 con 23 punti di un ventenne Carlton Myers. Lo stesso Myers e i ragazzi della nidiata dei nati nel 1972 vinsero nel frattempo il titolo nazionale Juniores, battendo al PalaFiera di Forlì la Stefanel Trieste che annoverava tra gli altri anche Fučka e De Pol.

### Gli anni novanta e l'Europa

Darnell Valentine

La Marr Basket Rimini 1991-92 mantenne l'ossatura della stagione precedente: si aggiunsero il playmaker statunitense ex NBA Darnell Valentine, il centro brasiliano Israel Andrade e ritornò Silvano Dal Seno. A dicembre si riaggregò alla prima squadra il giovane Franco Ferroni, che per problemi burocratici non poté realizzare il desiderio di giocare in NCAA. Nonostante fosse una neopromossa, la squadra di Pasini arrivò terza e si qualificò per la fase successiva. In un girone formato da due squadre di A1 e quattro di A2 che metteva in palio due posti per la A1 dell'anno seguente, Rimini vinse 9 partite su 10 e risalì, conquistando la seconda promozione nel giro di due anni. La matematica certezza arrivò il 30 aprile 1992 con la vittoria esterna a Varese. 
La Marr 1992-93 si riaffacciò alla A1 senza coach Pasini, sostituito dal vice Massimo Bernardi, e senza la stella Carlton Myers, ceduto con una comproprietà biennale alla Scavolini Pesaro per una cifra quantificata dai giornali in 5 miliardi di lire più il prestito di Calbini. Il posto di Valentine fu invece preso da J.J. Eubanks, che giocò le prime quattro partite (con altrettante sconfitte) salvo poi essere tagliato a causa del suo stile di gioco nonostante una media di 32,5 punti a gara: al suo posto arrivò Larry Middleton. All'inizio di gennaio Ferroni, l'ala piccola titolare, chiuse anzitempo la stagione per un infortunio alla caviglia. Il quartultimo posto evitò la retrocessione diretta, ma nel girone di play-out (in cui Middleton strinse i denti giocando 6 partite su un legamento collaterale mediale lesionato) fu decisiva in negativo l'ultima partita, la trasferta contro la Mangiaebevi Bologna, persa con la complicità di una contestatissima infrazione di tre secondi sanzionata dall'arbitro Pallonetto ad Israel negli istanti finali. In quell'estate, i bolognesi vennero penalizzati di 6 punti da scontare nel campionato successivo per aver offerto un "premio a vincere" a giocatori e staff della Burghy Modena qualora nella terzultima giornata dei play-out fosse arrivata una vittoria modenese contro la Marr, risultato che effettivamente si concretizzò.

Uno dei derby contro Forlì (1993)

Nella stagione 1993-94 venne confermato gran parte del roster e dello staff, inclusi il tecnico Bernardi e gli stranieri Middleton e Israel, ma in precampionato a Ferroni venne diagnosticata una miocardite di origine virale che finì per tenerlo fuori tutto l'anno. All'indomani della sconfitta a Pavia del 20 febbraio, Bernardi (che fin lì aveva un ruolino di 14-7) fu esonerato per Mauro Di Vincenzo. La promozione sfumò nella fase a gironi di fine stagione, complice anche il canestro allo scadere di Donato Avenia da poco oltre metà campo che decise in favore di Reggio Emilia un fondamentale confronto diretto.
Nell'estate del 1994 Carlton Myers, scaduta la comproprietà biennale con Pesaro, tornò a Rimini in cambio di 7 miliardi di lire, e per ragioni di mercato fu trattenuto a giocare in Serie A2 nonostante fosse reduce da un'annata da più di 25 punti di media in A1 a Pesaro. Il 26 gennaio 1995, nella vittoria per 147-99 contro la Libertas Udine, Myers si rese protagonista di una partita da ben 87 punti all'attivo, stabilendo così un nuovo record italiano. La TeamSystem di coach Di Vincenzo si classificò al primo posto al termine della fase a orologio, ma la serie finale dei play-off terminò a sorpresa 0-3 in favore dei rivali dell'Olitalia Forlì al termine di tre sentitissimi derby, l'ultimo dei quali deciso al Flaminio da una tripla allo scadere di Andrea Niccolai.
Oltre alla cessione di Myers alla Fortitudo Bologna per 13 miliardi di lire, nell'estate 1995 fu ricostruita anche gran parte della rosa, vennero infatti confermati i soli Romboli, Semprini e il baby Righetti. Come nuovo tecnico venne scelto Giampiero Hruby. A dicembre, per l'unica casella da straniero disponibile in quell'anno, la guardia Doug Lee fu tagliata in favore del lungo John Fox. Dai primi di marzo, la panchina di Hruby venne affidata al trentottenne Piero Bucchi, promosso dal ruolo di vice. In regular season arrivò un sesto posto, ma nelle semifinali play-off la Koncret riuscì a imporsi per tre volte in trasferta sul campo della Juvecaserta, vincendo la serie 3-2. Le finali furono contro una Reyer Venezia trascinata in campo dai canestri di Steve Burtt, autore per esempio di 41 punti nella decisiva gara 5 al Taliercio terminata 92-90 per i lagunari, i quali non si iscrissero comunque al campionato successivo per problemi economici.
Dopo le quattro promozioni sfumate beffardamente, il 1996-97 fu l'anno che vide i biancorossi riconquistare la Serie A1. Il numero di stranieri extracomunitari consentiti salì a due, furono ingaggiati dunque i lunghi Joe Wylie e Derrick Chandler. Intanto si imposero sempre più due giovani, l'oriundo Germán Scarone e il riminese Alex Righetti. La Koncret chiuse la regular season da capolista solitaria, poi ai play-off eliminò nuovamente la Juvecaserta (questa volta con un netto 3-0), infine si sbarazzò della CHC Montecatini con un altro 3-0 nella serie, chiusa il 18 maggio 1997 tra le mura amiche.
Solamente undici giorni dopo la partita della promozione, la città fu scossa dall'annuncio congiunto del patron riminese Corrado Sbarlati e del patron forlivese Angelo Rovati sulla fusione tra i due rispettivi club, storicamente divisi da un'accesissima rivalità. L'accordo prevedeva la creazione della nuova società Romagna Basket, la quale avrebbe disputato la Serie A1 a Forlì (piazza che era appena scesa in A2), con eventuali partite giocate negli anni a seguire a Rimini qualora venisse edificato un nuovo impianto da 5 000 posti. La notizia causò fortissime proteste, raccolte di firme e comitati, specialmente a Rimini, al punto tale che il 5 giugno Sberlati e Rovati comunicarono la decisione di non dare seguito al progetto.

Germán Scarone nel 1998

Dal 1997-98 il nuovo sponsor fu Pepsi, e le divise assunsero il colore blu e bianco tipiche della livrea della bevanda. Ad agosto Andrej Fetissov si ruppe il piatto tibiale e rientrò solo a dicembre, così per i primi mesi tornò Wylie. A novembre Scarone si infortunò al ginocchio a Reggio Emilia e rimase fuori causa per due mesi. A gennaio Anthony Tucker venne sostituito da Boris Gorenc e fu ingaggiato inoltre il comunitario Dan Callahan. La squadra lottò per la salvezza, e l'ultima giornata in casa contro Reggio Calabria rappresentò una sorta di spareggio: fu la Pepsi ad imporsi 79-70, con i calabresi ultimi e retrocessi in A2. La formula dell'epoca tuttavia qualificava per i play-off tutte e 12 le squadre che avevano ottenuto la salvezza: in gara 1 contro la Mash Verona i riminesi sbancarono il palasport veneto 82-88, poi chiusero i conti al Flaminio garantendosi un posto ai quarti di finale e alla fase a gironi della successiva Coppa Korać. L'eliminazione dai play-off giunse poi per mano di Varese.
La Pepsi 1998-99 ebbe una rosa notevolmente diversa: Scarone passò a Montecatini e arrivò il pivot Alan Tomidy, ma nelle prime giornate vennero ceduti anche i titolari Ferroni e Romboli (per l'ala grande Marko Tušek) e successivamente anche Gorenc, complice un ginocchio malandato e la volontà del giocatore di rinegoziare il contratto (il suo posto lo prese Antonio Granger). Nel frattempo la prima parentesi europea in Coppa Korać terminò alla fase a gironi. In campionato la squadra veleggiò spesso intorno a metà classifica, e chiuse decima. In gara 1 degli ottavi di finale dei play-off i riminesi espugnarono per la prima volta il PalaBigi di Reggio Emilia per 86-89, e sigillarono la qualificazione tra le mura amiche con un 95-92. Per il secondo anno di fila fu dunque qualificazione ai quarti di finale e qualificazione europea. Così come l'anno precedente, ad estromettere la squadra romagnola dai play-off fu ancora la Varese di Pozzecco e Andrea Meneghin, che finì per vincere quello scudetto.
Nell'estate del 1999 Bucchi venne nominato nuovo tecnico della Benetton Treviso, così sulla panchina riminese ritornò Massimo Bernardi per una seconda parentesi. Allo stesso tempo furono ceduti Ruggeri e Rossi. Dopo la dodicesima giornata, il bilancio di 2-10 costò il posto a Bernardi, e per la nuova guida tecnica venne promosso Paolo Carasso che l'anno prima aveva ereditato da Claudio Papini il ruolo di responsabile del settore giovanile. Intanto per rinforzare la rosa furono ingaggiate le ali Glenn Sekunda e Bill Jones e il playmaker Chris Corchiani. In Coppa Korać la squadra superò sia la fase a gironi che i sedicesimi di finale contro gli israeliani del Maccabi Haifa, poi uscì contro gli spagnoli del Girona. In campionato la Pepsi arrivò terzultima, ma la salvezza matematica venne comunque raggiunta con due giornate di anticipo. L'avversaria ai play-off fu proprio la Benetton Treviso di coach Bucchi, che si impose per 2-1 nella serie nonostante la vittoria riminese di gara 2. A fine stagione, lo storico DS Gian Maria Carasso, dopo essere stato affiancato da un nuovo dirigente, rassegnò le dimissioni. Allo stesso tempo, il figlio Paolo lasciò il ruolo di capo allenatore per tornare alle redini del settore giovanile e ci fu anche l'addio di Riccardo Cervellini, direttore tecnico dal 1977.

Rodney Buford

Salvaguardata l'iscrizione a seguito della richiesta di aiuto economico da parte della proprietà, per la stagione 2000-01 come nuovo tecnico venne nominato Giampiero Ticchi, già vice negli ultimi quattro anni, mentre il nuovo general manager fu Renzo Vecchiato. A fronte delle numerose partenze, la rosa era composta da numerosi giovani cresciuti nel vivaio, con l'aggiunta del confermato Sekunda e dei nuovi arrivi Buford, Washington, Beard e Ciosici. Lo stesso Rodney Buford trascinò la squadra a metà classifica per dieci partite con i suoi 24,1 punti, ma all'indomani della vittoria sull'Adecco Milano (in cui segnò 30 punti) fuggì dall'Italia per tornare a giocare in NBA, con la società riminese che riuscì a contattarlo solo poco prima dell'imbarco. Per cinque partite i biancorossi giocarono con uno straniero in meno, poi ingaggiarono Tony Dumas, che fu tagliato dopo nove gare. Fu la volta poi di Tony Smith, che tornò in patria dopo neanche un mese. Dal 25 febbraio al 14 aprile arrivarono dieci sconfitte consecutive di fila, che portarono la squadra sul fondo della classifica. Oltre ad altri innesti comunitari e italiani, l'ultimo ingaggio fu quello di Isaac Fontaine per le ultime quattro partite, ma la sconfitta dell'ultima giornata al PalaDozza contro la Paf Bologna coincise con la retrocessione.

### Gli anni duemila in Legadue

Il logo Crabs, nuova denominazione adottata a partire dal 2001

La ripartenza dalla Legadue 2001-02 avvenne con la nuova denominazione e il nuovo marchio Basket Rimini Crabs, ideati da Gianluca Sberlati (figlio del patron Corrado) che morì in un tragico incidente stradale nel corso della stessa estate. Alla prima giornata arrivò una sconfitta esterna sul campo della neopromossa Bergamo. L'esordio casalingo invece si concluse con una debacle ancora più pesante, ovvero un 65-113 in favore di Ragusa. La rosa venne rinforzata con qualche innesto e rientrarono alcuni infortunati, ma la prima vittoria giunse solo alla nona giornata. Nel girone di ritorno cambiò anche l'allenatore, con Stefano Michelini per Franco Ciani. La stagione terminò con la salvezza.
Nell'estate del 2002 la società venne rilevata dall'agente sportivo Luciano Capicchioni, che portò alcuni suoi assistiti tra cui il brasiliano Marcelinho Machado, reduce dal Mondiale 2002 in cui fu il quarto miglior realizzatore dell'intera competizione, anche se in realtà la sua parentesi riminese non si rivelò particolarmente positiva. Prima di Natale, dopo una striscia negativa di sei partite, Trullo venne esonerato e sostituito dal turco Murat Didin. Il 2 febbraio 2003 i biancorossi giocarono la loro prima partita ufficiale al 105 Stadium, nuovo impianto da 5 000 posti, e nell'occasione si imposero su Scafati. La salvezza in questo caso si concretizzò alla penultima partita, quando la diretta concorrente Capo d'Orlando fu sconfitta grazie anche a un canestro di Derek Moore a 37 secondi dal termine.
Nel 2003-04 la truppa di coach Didin si classificò settima in regular season, mentre ai play-off fu eliminata per 0-3 ai quarti di finale dall'Agricola Gloria Montecatini. A fine anno, Paolo Carasso lasciò il proprio ruolo nel settore giovanile. Nel 2004-05, con lo sloveno Mehmed Bečirovič come allenatore, il piazzamento finale fu un sesto posto, ma ai quarti di finale dei play-off arrivò un altro 0-3, questa volta nella serie contro l'Eurorida Scafati.
L'estate 2005 fu quella del ritorno – con un contratto quinquennale – di Germán Scarone, a sette anni di distanza dalla sua partenza da Rimini. Altri ritorni furono quelli di Paolo Rossi nelle vesti di allenatore, e dei lunghi Guarasci e Bagnoli. La Coopsette finì la regular season al quarto posto, ma ai quarti di finale fu eliminata dalla Premiata Montegranaro.
Nel 2006-07 ci fu un parziale disimpegno di Capicchioni, mentre in panchina tornò Giampiero Ticchi. La Coopsette iniziò bene con cinque vittorie di fila, ma rimase in lotta per la prima posizione per tutto il campionato. I biancorossi arrivarono all'ultima giornata con la possibilità di ottenere promozione diretta, qualora avessero vinto in trasferta a Casale Monferrato e al tempo stesso avessero perso sia Caserta che Rieti. I ragazzi di Ticchi si imposero per 71-76 con 27 punti di Tim Pickett e 10 rimbalzi di Omar Thomas, e Caserta andò a perdere a Pavia: Rieti fu protagonista di un finale di partita punto a punto sul campo di Pesaro, la tripla di Robert Fultz per il possibile sorpasso pesarese sulla sirena si infranse sul ferro, e furono così i laziali a festeggiare la promozione in virtù della classifica avulsa. Dopo i quarti di finale vinti a fatica su Casale, la stagione si concluse con l'eliminazione nelle semifinali proprio ad opera di Pesaro che schierava gli ex Carlton Myers e Mauro Morri.
Si ripartì nel 2007-08 con buona parte della rosa e dello staff dell'anno prima (cambiò per esempio uno dei due americani, con Bell per Pickett), ma l'esito della regular season fu nettamente diverso tanto che per ottenere il nono posto – l'ultimo utile per la qualificazione ai play-off – fu necessaria una striscia di 8 vittorie nelle ultime 9 giornate. Ai quarti di finale, Caserta riuscì comunque ad imporsi agevolmente per 3-0. La stagione 2008-09 iniziò con la promozione a capo allenatore per Massimo Galli, esonerato però dopo sei giornate con un bilancio di 1-5. Sotto la guida del nuovo allenatore Giancarlo Sacco la squadra invertì parzialmente la tendenza, e finì al settimo posto con 15 vittorie e 15 sconfitte. Per l'ennesima volta la corsa play-off si interruppe ai quarti di finale, in quest'occasione fu Casale Monferrato a passare il turno.

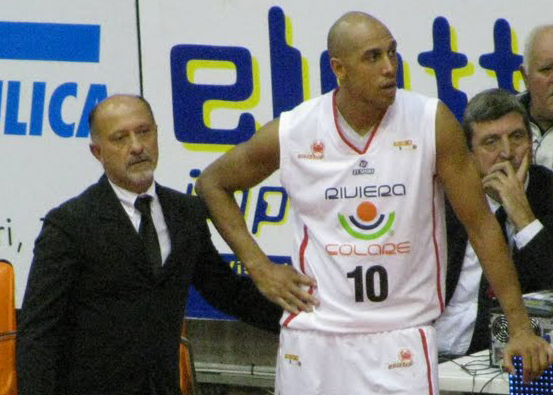
Giancarlo Sacco e Carlton Myers

Alla vigilia della prima giornata della Legadue 2009-10 la società, alle prese con il persistere di problemi economici, annunciò il passaggio di proprietà ad una cordata, rappresentata nell'occasione dal portavoce modenese Luca Bergamini, che portò il marchio del progetto Riviera Solare sulle canotte dei biancorossi come main sponsor. Una volta che le pratiche sarebbero state completate, il nuovo presidente sarebbe diventato l'ex coach Alberto Bucci. In campo, trascinata dall'eccentrico lungo ex Serie A Ndudi Ebi, dalla guardia Cameron Bennerman e dall'esperienza di Germán Scarone e di un Carlton Myers alla terza parentesi riminese, la squadra conquistò 7 vittorie nelle prime 8 giornate. Nel frattempo la rosa fu anche rinforzata dall'ex playmaker della nazionale Andrea Pecile. Fuori dal campo tuttavia continuò a mancare la fumata bianca per il passaggio di proprietà, il quale fu più volte rinviato. Il 2 febbraio 2010 il presidente Adriano Braschi annunciò che il passaggio di proprietà era definitivamente saltato per via del mancato rispetto degli impegni da parte della cordata di Bergamini. Intanto, complici anche le vicende societarie, la squadra perse progressivamente terreno in classifica, tanto da dover cambiare allenatore (a marzo Ticchi subentrò a Sacco) e non qualificarsi neppure per i play-off.
Nonostante la situazione economica, i Crabs si iscrissero al campionato 2010-11 con il rientro in società di Capicchioni e di Giorgio Corbelli, che si affiancarono all'esistente public company di Braschi. Lo stesso Corbelli portò lo sponsor Immobiliare Spiga e il tecnico Attilio Caja, già allenatore della sua squadra ai tempi di Roma e Milano, e a novembre fu nominato presidente. All'inizio di gennaio invece Scarone lasciò i biancorossi. Trascinata dagli esperti stranieri Quadre Lollis e Dušan Vukčević, dal giovane Terrence Roderick e dal ritorno di Demián Filloy, la formazione riminese riuscì a finire la regular season al terzo posto in classifica. Ai quarti di finale dei play-off contro la Prima Veroli si arrivò a gara 5, affrontata da Rimini in casa senza l'infortunato Roderick, ma furono i ciociari a passare il turno. A fine stagione la società continuò ad avere una pesante situazione debitoria, ed entrò in stato di liquidazione rinunciando ad iscriversi alla successiva Legadue.

### Liquidazione e ripartenza dal dilettantismo

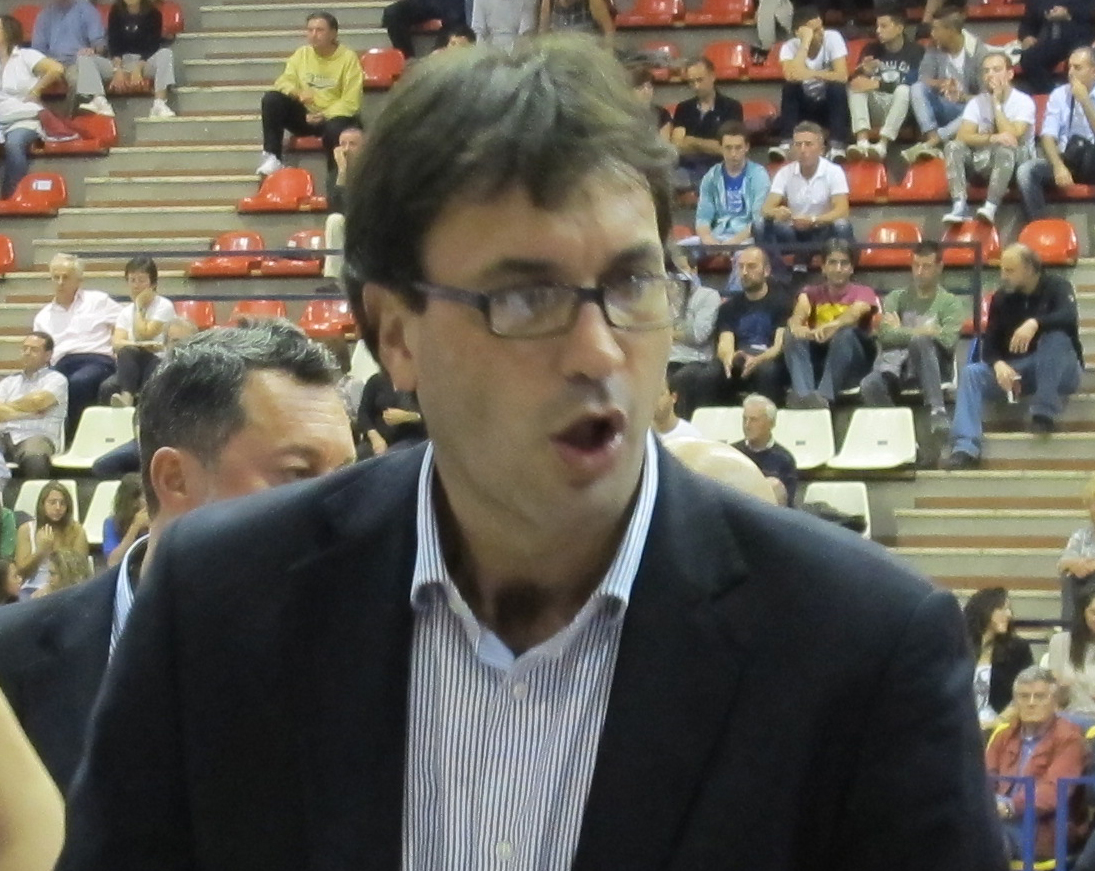
Fabrizio Ambrassa, primo coach del nuovo corso Crabs

Essendo stata messa in liquidazione senza ricorrere alle procedure di fallimento, Luciano Capicchioni poté iscrivere i Crabs alla Divisione Nazionale B (la vecchia Serie B2) riuscendo a mantenere la denominazione e il codice di affiliazione originale. Il roster, ufficializzato solo pochi giorni prima dell'inizio del campionato, fu guidato dal nuovo coach Fabrizio Ambrassa e composto in larga parte da un nucleo di giocatori cresciuti nel vivaio.
Eccetto le prime due partite casalinghe, giocate eccezionalmente al 105 Stadium, la squadra tornò a giocare al Flaminio in pianta stabile. Il terzo posto in classifica accoppiò i granchi all'Acmar Ravenna nei quarti di finale, ma furono i giallorossi ad aggiudicarsi la decisiva gara 3 grazie a una tripla sulla sirena.
Più difficili furono le tre stagioni seguenti, che videro i biancorossi fuori dalla zona play-off: sia nel 2012-13 che nel 2013-14 (annata in cui in panchina tornò Paolo Rossi prima del suo esonero in favore di Andrea Maghelli) il campionato fu archiviato con un quartultimo posto e un bilancio di 11 vittorie e 19 sconfitte, mentre nel 2014-15 (prima sotto la gestione di Renzo Galli e poi sotto quella di Georgi Mladenov) il piazzamento finale fu un decimo posto a fronte di 8 vittorie e 18 sconfitte. Il settimo posto del torneo 2015-16, ottenuto grazie a una striscia positiva di 13-2 iniziata con l'arrivo in panchina di Massimo Bernardi, riportò Rimini ai play-off, dove però fu l'Unieuro Forlì a superare il turno. A fine stagione Bernardi decise di tornare ad allenare a Santarcangelo, e il suo posto venne preso dal ritorno di Andrea Maghelli. Il campionato 2016-17 terminò con un nono posto, mentre l'anno successivo la squadra retrocesse in Serie C dopo aver perso i play-out contro l'Orva Lugo.

### Fine dell'epoca Crabs e nascita di RBR
Nel corso dell'estate 2018, intanto, nacque Rinascita Basket Rimini (RBR), nuova squadra di Serie C creata in contrapposizione ai Crabs, tanto che la sua fondazione era stata preceduta dall'apertura pochi mesi prima della pagina Facebook "Rivogliamo il Basket Rimini" mirata a criticare Capicchioni e la sua gestione, giudicata dai contestatori come troppo distante dal territorio. Inizialmente lo stesso Capicchioni decise di iscrivere ugualmente alla Serie C i neoretrocessi Crabs, ma poi cambiò idea prima dell'inizio del torneo continuando con la sola attività giovanile, senza dunque iscrivere la prima squadra ad alcun campionato.
Al suo primo anno di vita, RBR – guidata in panchina da Massimo Bernardi – dominò il campionato di Serie C 2018-19 (21 vittorie e una sola sconfitta, oltre a un percorso netto ai play-off). Tuttavia, i primi due campionati di Serie B furono compromessi dagli effetti del COVID-19: la stagione cestistica 2019-20 venne infatti sospesa in tutt'Italia a febbraio a causa della pandemia e mai più ripresa, mentre l'anno successivo la squadra dovette rinunciare a disputare le semifinali per via di un focolaio di COVID-19 all'interno del gruppo. Nel frattempo, a cavallo tra queste due annate, il 28 maggio 2020 venne annunciata la cessione delle società Basket Rimini Crabs e Crabs 1947 da Capicchioni a RBR, con quest'ultima che dunque assorbì lo storico codice FIP 000122 del basket cittadino pur mantenendo la denominazione Rinascita Basket Rimini. Liberi da contagi, i ragazzi del nuovo coach Mattia Ferrari centrarono la promozione in Serie A2 nel 2021-22, quando ai play-off eliminarono Taranto, Faenza e infine Roseto in un Flaminio bollente.
Durante la stagione 2022-2023, quella del ritorno del basket riminese in A2 dopo un'assenza di undici anni, i biancorossi vennero trascinati, tra gli altri protagonisti, dalla coppia di stranieri formata dalla guardia Jazz Johnson e dal centro Derek Ogbeide. La fase a orologio si concluse con la qualificazione ai play-off, ottenuta nonostante alcune pesanti assenze per infortunio tra cui quella dello stesso Ogbeide. La stagione 2023-2024 iniziò negativamente, visto che il ruolino di due vittorie nelle prime otto giornate indusse la dirigenza ad esonerare Ferrari e ad affidare la panchina a Sandro Dell'Agnello. A dicembre la squadra invertì la tendenza dando inizio ad una striscia di 14 vittorie su 16 partite che valse la qualificazione ai quarti di finale dei play-off, dove ad imporsi fu però la Real Sebastiani Rieti dell'ex Jazz Johnson. I risultati continuarono a crescere nel 2024-2025, stagione in cui la truppa di Dell'Agnello vinse 14 delle prime 15 partite laureandosi campione d'inverno, ma nel duello a distanza con Udine per il primo posto furono i friulani a prevalere, mentre ai play-off, dopo aver eliminato Brindisi e Forlì, Rimini raggiunse le finali, dove però si impose Cantù.

## Palmarès

### Prima squadra
- Miglior piazzamento in Serie A1:

6º posto, considerando le singole posizioni delle otto squadre che raggiunsero i quarti di finale dei play-off 1985-86
8º posto, considerando il piazzamento in classifica al termine della regular season 1985-86
- Partecipazioni alla Coppa Korać: 2

La squadra Campione d'Italia juniores nel 1991

1998-1999, 1999-2000

### Settore giovanile
- Scudetto categoria Propaganda 1984-85
- Scudetto categoria Ragazzi 1985-86
- Scudetto categoria Allievi 1986-87
- Scudetto categoria Cadetti 1988-89
- Scudetto categoria Juniores 1990-91

## Statistiche

### Partecipazione ai campionati
| Livello | Categoria | Partecipazioni | Debutto   | Ultima stagione | Totale |
| 1º      | Serie A1  | 8              | 1984-1985 | 2000-2001       | 8      |
| 2º      | Serie A2  | 17             | 1978-1979 | 2024-2025       | 27     |
| 2º      | Legadue   | 10             | 2001-2002 | 2010-2011       | 27     |

### Partecipazione alle coppe europee
Il Basket Rimini ha disputato per due volte la Coppa Korać, nelle edizioni 1998-1999 e 1999-2000, uscendo rispettivamente al termine della fase a gruppi e agli ottavi di finale.
| Livello | Categoria   | Partecipazioni | Debutto   | Ultima stagione | Totale |
| 3º      | Coppa Korać | 2              | 1998-1999 | 1999-2000       | 2      |

## Allenatori
Aggiornato al 30 aprile 2025
Questi gli allenatori del Basket Rimini a partire dal suo debutto nel basket professionistico, avvenuto nel 1978:

- 1974-1979: Alberto Bucci
- 1979-1980: Arnaldo Taurisano (11-15)
- 1980-1981: Filippo Faina (21-26)
- 1981-1983: Paolo Rossi (22-25)
- 1983-1986: Piero Pasini (50-48)
- 1986-1987: Gianfranco Lombardi (4-26)
- 1987: Claudio Vandoni (1-8)
- 1987-1989: John McMillen (31-36)
- 1989-1990: Ezio Cardaioli (10-15)
- 1990-1992: Piero Pasini (48-22)
- 1992-1994: Massimo Bernardi (30-31)
- 1994-1995: Mauro Di Vincenzo (41-18)

- 1995-1996: Giampiero Hruby (12-12)
- 1996-1999: Piero Bucchi (46-46)
- 1999: Massimo Bernardi (2-10)
- 1999-2000: Paolo Carasso (9-12)
- 2000-2001: Giampiero Ticchi (11-34)
- 2001-2002: Franco Ciani (9-11)
- 2002: Stefano Michelini (7-9)
- 2002: Antonio Trullo (5-9)
- 2002-2004: Murat Didin (26-27)
- 2004-2005: Mehmed Bečirovič (17-16)
- 2005-2006: Paolo Rossi (20-14)
- 2006-2008: Giampiero Ticchi (41-30)

- 2008: Massimo Galli (1-5)
- 2008-2010: Giancarlo Sacco (24-22)
- 2010: Giampiero Ticchi (4-3)
- 2010-2011: Attilio Caja (21-14)
- 2011-2013: Fabrizio Ambrassa (31-29)
- 2013-2014: Paolo Rossi (4-11)
- 2014: Andrea Maghelli (7-8)
- 2014-2015: Renzo Galli (3-11)
- 2015-2016: Georgi Mladenov (10-17)
- 2016: Massimo Bernardi (13-2)
- 2016-2018: Andrea Maghelli (25-35)

- 2018-2021: Massimo Bernardi (52-15)
- 2021-2023: Mattia Ferrari (38-30)
- 2023-oggi: Sandro Dell'Agnello (42-20)

## Tifoseria

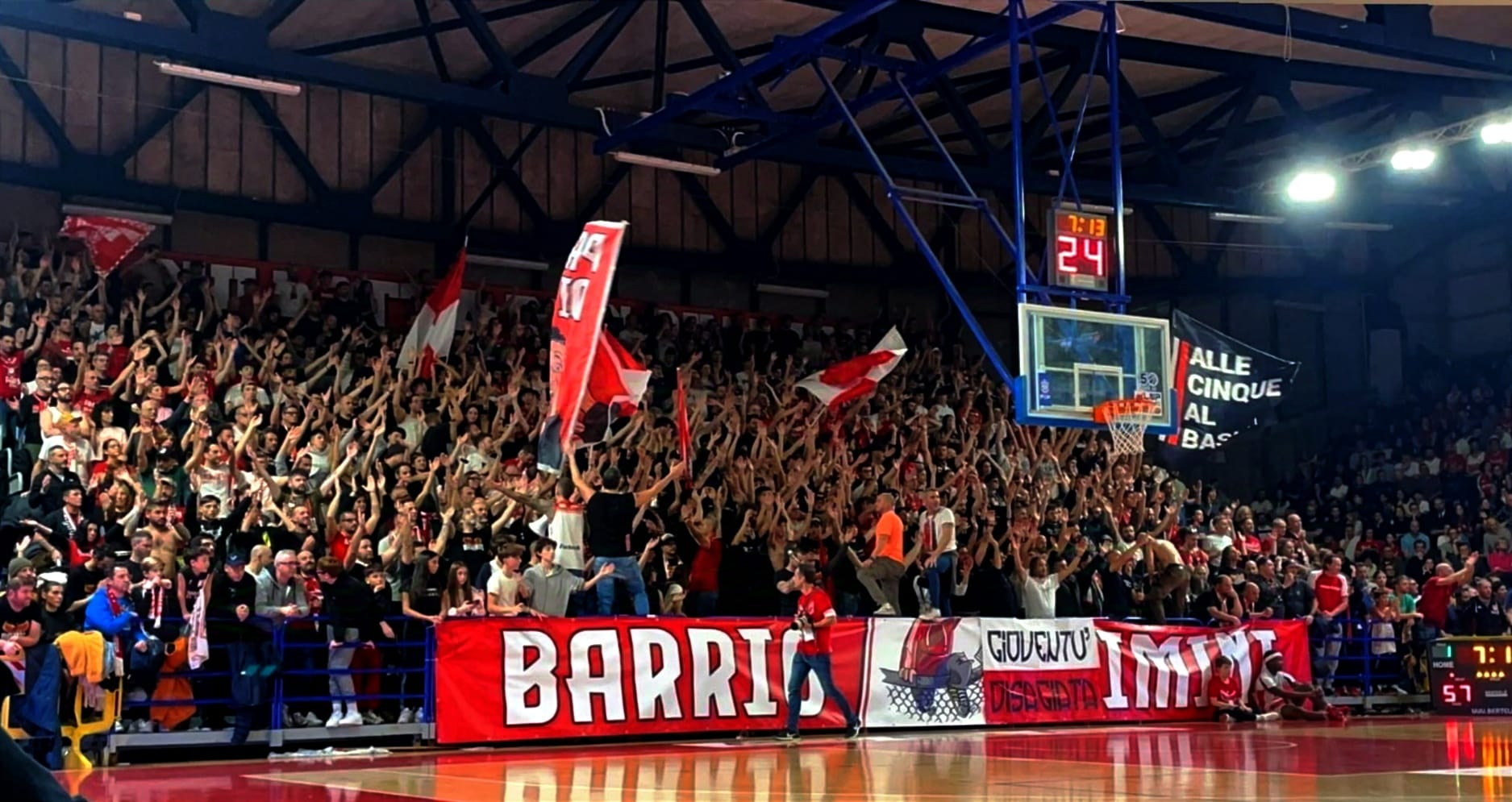
Il "Barrio" in azione al Flaminio nel 2025

Il tifo organizzato è attualmente guidato dal gruppo Barrio H294, nato in seguito alla creazione del progetto RBR.

### Rivalità
Le principali rivalità sono con Forlì, Pesaro e Fortitudo Bologna. Si citano, tre le altre, anche quelle con Andrea Costa Imola, Montecatini, Rieti e Cento, oltre a confronti più episodici con tifoserie di altre piazze.

## Sponsor
- 1972-1980: Sarila
- 1980-1983: Sacramora
- 1983-1986: Marr
- 1986-1987: Hamby
- 1987-1988: Biklim
- 1988-1993: Marr
- 1993-1994: Olio Monini
- 1994-1995: TeamSystem
- 1995-1997: Koncret
- 1997-2000: Pepsi
- 2000-2001: Vip
- feb.-giu. 2002: Conad
- 2002-2003: Vip
- 2003-2004: Conad
- nov. 2004-2005: Conad
- 2005-2008: Coopsette
- feb.-giu. 2009: Coopsette
- 2009-mar. 2010: Riviera Solare
- apr.-giu. 2010: Edilizia Moderna
- 2010-2011: Immobiliare Spiga
- 2015-2018: NTS Informatica

- gen. 2019-2020: Albergatore Pro
- 2020-2025: RivieraBanca
- 2025-oggi: Dole

## Roster
Aggiornato al 16 luglio 2025
| Rinascita Basket Rimini 2025-2026 | Rinascita Basket Rimini 2025-2026 |
| Giocatori                         | Staff tecnico                     |
| --------------------------------- | --------------------------------- |

| N. | Naz.                   | Ruolo | Nome               | Anno | Alt.   | Peso   |  |
| -- | ---------------------- | ----- | ------------------ | ---- | ------ | ------ |  |
| 00 | Italia (bandiera)      | A     | Giacomo Leardini   | 1999 | 198 cm | 100 kg |  |
| 7  | Italia (bandiera)      | G     | Giovanni Tomassini | 1988 | 188 cm | 84 kg  |  |
| 11 | Italia (bandiera)      | PG    | Davide Denegri     | 1998 | 184 cm | 80 kg  |  |
| 12 | Senegal (bandiera)     | A     | Assane Sankare     | 2007 | 204 cm | 100 kg |  |
| 13 | Italia (bandiera)      | GA    | Pierpaolo Marini   | 1993 | 193 cm | 87 kg  |  |
| 17 | Stati Uniti (bandiera) | A     | Mark Ogden         | 1994 | 206 cm | 95 kg  |  |
| 18 | Italia (bandiera)      | GA    | Luca Pollone       | 1997 | 197 cm | 92 kg  |  |
| 22 | Stati Uniti (bandiera) | PG    | Gerald Robinson    | 1989 | 188 cm | 80 kg  |  |
| 27 | Italia (bandiera)      | C     | Alessandro Simioni | 1998 | 206 cm | 110 kg |  |
| 29 | Senegal (bandiera)     | C     | Gora Camara        | 2001 | 214 cm | 114 kg |  |

| Allenatore |
| - Sandro Dell'Agnello |
| Assistente/i |
| - Sergio Luise - Filippo Calzolari Legenda - (C) Capitano - (IN) Inattivo - Infortunato Roster Aggiornato al: 16 luglio 2025 |